# Plasma accoppiato induttivamente

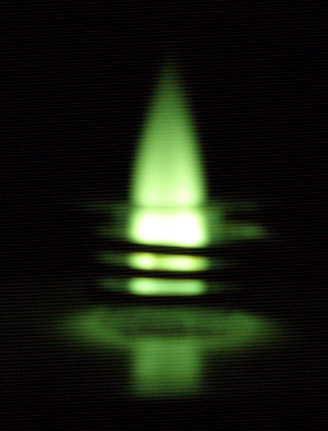
Immagine di una torcia ICP

Il plasma accoppiato induttivamente (o plasma ad accoppiamento induttivo), indicato con ICP dall'inglese Inductively Coupled Plasma, è una sorgente di atomizzazione usata nella spettroscopia di emissione e nella ICP-MS.

## Meccanismo

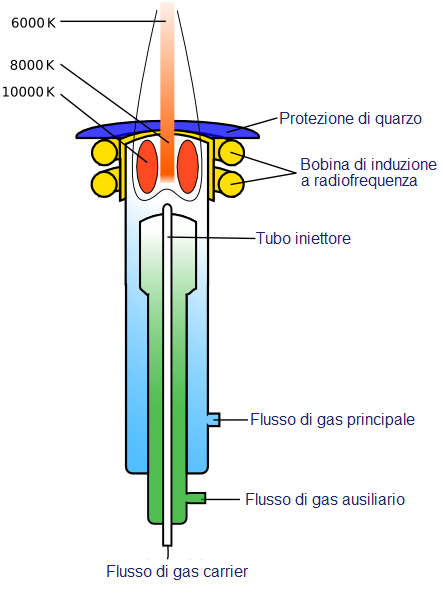
Schema di una torcia ICP

È generato dall'effetto di un campo di radiofrequenza su una corrente di gas. La scarica viene indotta senza contatto fra gli elettrodi in una corrente di argon che sale attraverso un tubo di quarzo posto all'interno di una spirale stimolata da un generatore di radiofrequenze. Il segnale di radiofrequenza crea un campo magnetico all'interno della spirale e nella corrente di argon. Il campo magnetico induce una corrente circolare nel conduttore (argon) che serve a riscaldarlo. Per dare inizio alla scarica ICP viene applicato all'argon una scintilla o un arco voltaico. Questa scarica assorbe energia dal campo magnetico e trasforma l'argon in un plasma stabile la cui temperatura è di 10000 K nella base al centro del plasma.